# Jevnaker
Jevnaker ist eine Kommune im norwegischen Fylke Akershus. Die Kommune hat 7043 Einwohner (Stand: 1. Januar 2025). Verwaltungssitz ist der gleichnamige Ort Jevnaker. Bis Ende 2019 gehörte Jevnaker zum damaligen Fylke Oppland.

## Geografie

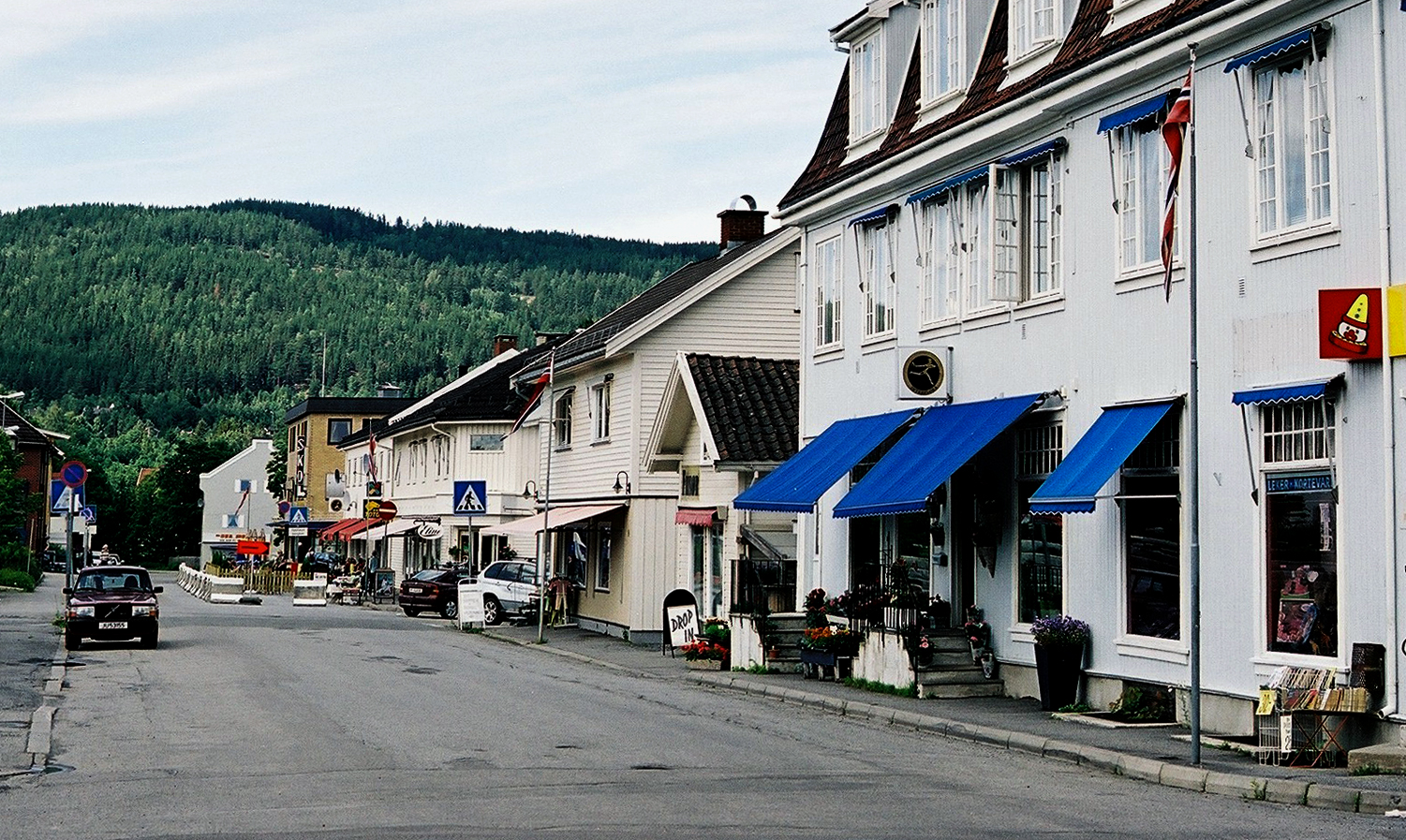
Einkaufsstraße von Jevnaker

Die Kommune Jevnaker liegt nördlich von Oslo im Süden der Landschaft Hadeland. Die Gemeinde grenzt an Gran im Norden, an Lunner im Osten sowie an Ringerike im Westen. Die Grenze zu Gran stellt zugleich die Grenze zwischen den beiden Fylkern Akershus und Innlandet dar. Die Kommune erstreckt sich um den Süden des in Nord-Süd-Richtung langgezogenen Sees Randsfjorden. An dessen Südufer liegt die Ortschaft Jevnaker. Dort fließt der Fluss Randselva in den Südwesten ab. Dieser mündet in Hønefoss in der Nachbarkommune Ringerike in den Fluss Storelva. Neben dem See Randsfjorden liegen weitere kleinere Seen in der Kommune. Die Gesamtfläche der Kommune beträgt 225,71 km², wobei Binnengewässer zusammen 31,35 km² ausmachen.
Die Erhebung Svarttjernhøgda stellt mit einer Höhe von 716,55 moh. den höchsten Punkt der Kommune Jevnaker dar. Der Südosten geht in das Waldgebiet Nordmarka ein.

## Einwohner
Die Einwohner der Kommune leben zu einem großen Teil in der Ortschaft Jevnaker am Südufer des Randsfjorden. Jevnaker ist der einzige sogenannte Tettsted, also die einzige Ansiedlung, die für statistische Zwecke als eine städtische Siedlung gewertet wird. Zum 1. Januar 2024 lebten dort 5239 Einwohner.
Die Einwohner der Gemeinde werden Jevnakersokning genannt. Offizielle Schriftsprache ist Bokmål, also die weiter verbreitete der beiden norwegischen Sprachformen.
| Jahr          | 1986 | 1990 | 1995 | 2000 | 2005 | 2010 | 2015 | 2020 | 2025 |
| ------------- | ---- | ---- | ---- | ---- | ---- | ---- | ---- | ---- | ---- |
| Einwohnerzahl | 5704 | 5835 | 5905 | 5995 | 6335 | 6268 | 6599 | 6852 | 7043 |

## Geschichte
Die Kommune Jevnaker entstand im Rahmen der Einführung der lokalen Selbstverwaltung im Jahr 1838. Von Gran wurde im Jahr 1874 ein unbewohntes Gebiet an Jevnaker überführt. Zum 1. Januar 1898 wurde von Jevnaker die Kommune Lunner mit 2932 Einwohnern abgespalten. Jevnaker verblieb im Zuge dessen mit 3165 Einwohnern. Zum Beginn des Jahres 1962 ging ein Areal mit 180 Einwohnern von Gran an Jevnaker über. Bis zum 31. Dezember 2019 gehörte Jevnaker der damaligen Provinz Oppland an. Oppland ging im Zuge der Regionalreform in Norwegen in die zum 1. Januar 2020 neu geschaffene Provinz Innlandet über. Jevnaker wurde allerdings genauso wie die Kommune Lunner nicht Teil des neuen Fylkes Innlandet, sondern wurde in das ebenfalls neu gebildete Fylke Viken eingegliedert. Im Jahr 2022 votierte das Kommunalparlament von Jevnaker dafür, dass man nach der erneuten Auflösung von Viken an das Fylke Akershus übergehen wolle. Seit dem 1. Januar 2024 gehört Jevnaker deshalb zu Akerhus.
In Jevnaker liegt die Jevnaker kirke, eine Holzkirche mit achteckigem Grundriss aus dem Jahr 1834. Mit der Randsfjord kirke aus dem Jahr 1916 liegt eine weitere Holzkirche in der Kommune.

## Wirtschaft und Infrastruktur

### Verkehr
Durch die Gemeinde führt von Südwesten Richtung Nordosten die Europastraße 16 (E16). Die E16 führt an der Ortschaft Jevnaker vorbei und stellt unter anderem die Verbindung nach Hønefoss und zum Flughafen Oslo-Gardermoen her. Des Weiteren besteht eine von Vy betriebene Fernbusverbindung nach Oslo mit mehreren täglichen Abfahrten.
Im Jahr 1909 wurde der im Jugendstil errichtete Bahnhof Jevnaker in Betrieb genommen. Grundlage dafür war die Verlängerung der Bahnlinie Bergensbanen von Hønefoss bis Roa. Der Personenverkehr wurde im Jahr 1990 nach der Öffnung des Oslotunnels eingestellt. Der Bahnhof wird seit 2012 als Güterterminal benutzt.

### Wirtschaft

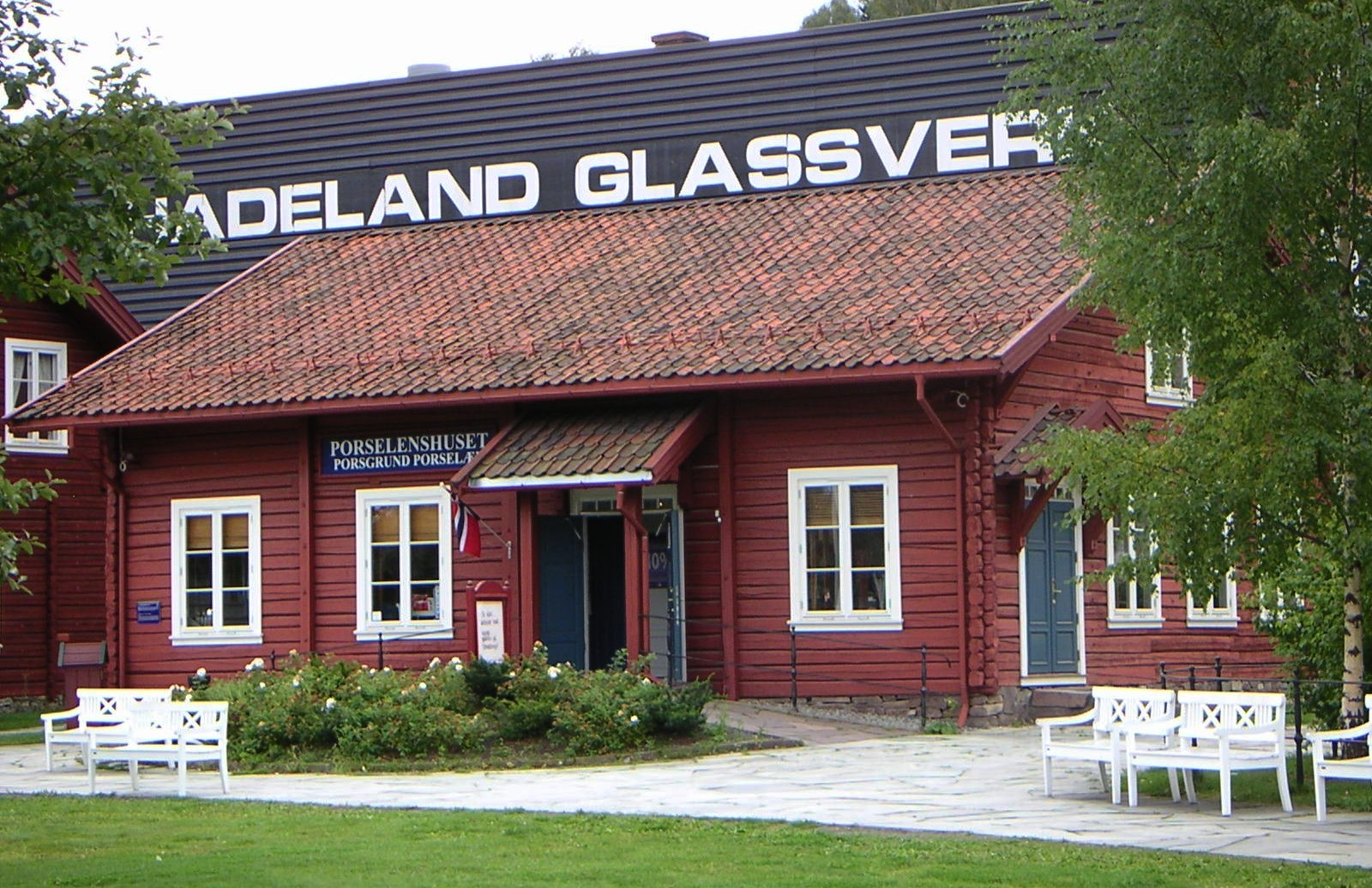
Die Glashütte Hadeland Glassverk wurde 1762 gegründet.

Für Jevnaker spielt die Industrie eine wichtige Rolle. Bedeutendste Branche ist die Holz- und Möbelindustrie und auch die Forstwirtschaft ist von größerer Bedeutung. Im Hadeland Glassverk werden Glasprodukte hergestellt. Die Tradition der Glasproduktion wird in einem dem Glassverk angeschlossenen Glasmuseum gezeigt. Im Bereich der Landwirtschaft ist der Anbau von Getreide typisch. In der Kommune liegen die beiden Wasserkraftwerke Kistefoss I und Kistefoss II. Letzteres ist mit einer durchschnittlichen Jahresproduktion von rund 24 GWh in den Jahren 1981 bis 2010 das größte Wasserkraftwerk in Jevnaker. Es wurde 1955 in Betrieb genommen und nutzt eine Fallhöhe von rund 10,5 Metern. Im Jahr 2021 arbeiteten von rund 3500 Arbeitstätigen nur etwa 1260 in Jevnaker selbst, über 1000 Personen pendelten in die Nachbarkommune Ringerike. Jeweils über 100 Personen waren zudem in den Kommunen Oslo, Gran und Lunner tätig.

## Wappen und Name
Das seit 1983 offizielle Wappen der Kommune zeigt drei silberne Pokale auf einem roten Hintergrund. Diese sollen an die Glaswerke der Kommune hinweisen. Der Gemeindename leitet sich vom altnordischen Namen Jafnakr ab. Dieser bedeutet übersetzt „ebener, flacher Acker“.

## Persönlichkeiten
- Sverre Ingolf Haugli (1925–1986), Eisschnellläufer
- Tore Gullen (* 1949), Skilangläufer
- Jørn Didriksen (* 1953), Eisschnellläufer
- Rigmor Aasrud (* 1960), sozialdemokratische Politikerin, Mitglied des Storting
- Marianne Marthinsen (* 1980), Politikerin
- Sverre Haugli (* 1982), Eisschnellläufer
- Maren Haugli (* 1985), Eisschnellläuferin